# Maria Goyri
María Amalia Vicenta Goyri (Madrid, 29 d'agost de 1873 - Madrid, 28 de novembre de 1954), més coneguda com a María Goyri, va ser una escriptora, investigadora en el camp de la literatura espanyola, filòloga i professora espanyola. Va ser també la segona dona estudiant oficial de Filosofia i Lletres de la Universitat Espanyola (se'n va llicenciar el 1896; Matilde Padrós, esposa del pintor Francisco Sancha, s'havia llicenciat el 1893) i va formar part de l'avantguarda de defensores dels drets de la dona. Els seus estudis sobre el romancer espanyol, al costat del seu marit Ramón Menéndez Pidal, han assentat les bases de la recerca en aquest camp.

## Orígens
Era filla natural d'Amalia Goyri, de gran caràcter i cultura, que va educar la seva filla sense tenir en compte les convencions de l'època, la va inscriure en un gimnàs i als dotze anys la va matricular a l'Escola de Comerç de la Asociación para la Enseñanza de la Mujer, on va obtenir els títols de professora de Comerç, el 1888 i d'institutriu, el 1891. De família basca instal·lada des dels cinc anys a Madrid, amb 16 anys va començar a estudiar a la Facultat de Filosofia i Lletres (curs 1891/92) com a oïdora, sense matricular-se, demanant autorització al Ministeri de Foment per obrir una matrícula femenina. Se li va concedir per al curs següent, però amb la condició de no romandre als passadissos, entrar a l'aula al costat del catedràtic, i no asseure's a classe al costat dels seus companys, sinó en una cadira al costat del professor. Va ser la primera noia estudiant oficial de Filosofia i Lletres. Es va llicenciar el 1896 i es va doctorar el 1909.
Va conèixer Ramón Menéndez Pidal, de qui va ser alumna a la Escuela de Estudios Superiores, en una conferència que va pronunciar Marcelino Menéndez Pelayo a la Escuela de Estudios Superiores de l'Ateneu, i s'hi va casar el 1900. El seu viatge de nuvis va ser pels pobles de les rutes del Cid, recollint versions de romanços hispànics de tradició oral. A l'«Archivo del Romancero Menéndez Pidal/Goyri» es conserva el relat d'algunes de les seves troballes en aquest viatge: quan van parar al Burgo de Osma es van allotjar en una pensió i, al matí, estant María Goyri i l'assistenta fent el llit, va començar a cantussejar el romanç d'«El Conde Sol», i l'assistenta li va dir que ella també en sabia alguns. Entre els romanços que li va cantar n'hi havia un de desconegut fins llavors: el «Romance de la muerte del Infante Don Juan», publicat el 1904 pel Bulletin Hispanique.
La seva tesi doctoral fou sobre Lope de Vega i el Romancero, temes als quals dedicà gran part dels seus estudis. Va dedicar tota la seva vida a la recerca de tot el relacionat amb la Filologia i la Història, i, juntament amb Ramón Menéndez Pidal, va fer inventari de les diferents versions de transmissió oral del Romancero, que avui es custodia, a la disposició dels estudiosos, a la Fundació Ramón Menéndez Pidal.
En la seva trajectòria com a professora de 1916 a 1920 va impartir literatura a la Residencia de Señoritas, creada el 1918. Al costat de María de Maeztu, van redactar els programes d'ensenyament de l'espanyol per a nens de vuit a deu anys i es va encarregar de la direcció i el seguiment dels programes de Llengua i Literatura Espanyola a l'Instituto Escuela, en què va estar especialment implicada. El 23 d'octubre de 1933 va ser nomenada vocal del Patronat d'aquesta Institució al costat de José Gabriel Álvarez Ude, Blas Cabrera, Luis Calandre, Antonio Garcia Tapia, Inocencio Jiménez, María de Maeztu, Lluís de Zulueta i Escolano i dos professors delegats, a la Junta per a l'Ampliació d'Estudis. Va treballar fins a la Guerra Civil a la Institución Libre de Enseñanza. Va col·laborar amb una secció pròpia titulada «Cròniques femenines» a la Revista Popular.

## Guerra i post-guerra
La Guerra Civil va sorprendre el matrimoni María Goyri i Ramón Menéndez Pidal, a la seva casa de camp de San Rafael (Segòvia), al costat de la seva filla Jimena, el seu gendre, Miguel Catalán Sañudo, i el seu net, Diego Catalán, en zona controlada pels militars que s'havien alçat contra la República. Els bombardejos de les avionetes de Cuatro Vientos els van obligar a fugir fins a El Espinar i, més tard, a Segòvia. A l'Arxiu General de la Guerra Civil Espanyola consta que des de Burgos, on hi havia la Junta de Defensa Nacional sota el comandament de Franco, van demanar el 2 de juliol de 1937 a les autoritats de Segòvia «un informe ampli i equànime de les activitats així com de la ideologia política abans del Gloriós Moviment Nacional» dels membres de la família Menéndez Pidal-Catalán. «Interessa també siguin vigilats d'una manera discreta, així com les amistats que operen al voltant d'aquesta família. En cas que convingui li sigui intervinguda la correspondència».

En l'informe que es va remetre a Burgos diuen de Ramón Menéndez Pidal:
President de l'Acadèmia de la Llengua. Persona de gran cultura, essencialment bo, feble de caràcter, totalment dominat per la seva dona. Al servei del Govern de València com a propagandista a Cuba.
I de María Goyri:
Persona de gran talent, de gran cultura, d'una energia extraordinària, que ha pervertit el seu marit i els seus fills; molt persuasiva i de les persones més perilloses d'Espanya. És sens dubte una de les arrels més robustes de la revolució.
Dit tot això, va aconseguir traslladar-se amb el seu marit al Madrid republicà i al seu torn, al setembre de 1936 van ser portats a València i des d'allí, se'n van anar als Estats Units i després a França; a partir i al final de la Guerra Civil, el matrimoni va tornar a Espanya i tots dos es van dedicar a les seves activitats professionals.
En acabar la guerra, l'Institut Escola i tots els centres docents promoguts per la Junta per a l'Ampliació d'Estudis d'idees liberals i educació mixta van ser prohibits i, a determinats mestres, se'ls va prohibir exercir durant uns anys el seu magisteri. Malgrat això, va dirigir el Colegio Estudio, una institució pedagògica fundada el 1940 a Madrid per Jimena Menéndez-Pidal, Carmen García del Diestro i Ángeles Gasset. María Goyri es va dedicar fins al final de la seva vida a investigar, recopilar i sistematitzar les diferents versions de romanços de la tradició oral per a l’Archivo del Romancero, i va escriure articles com «Aplicación del modelo romancero de análisis a la balada vasca: bereterretxen khantoria», entre d'altres, i va acabar els seus llibres De Lope de Vega y del Romancero i Romancero tradicional de las lenguas hispánicas. La seva última publicació serà Los Romances de Gazul, un estudi del Romancero en els últims decennis del segle xvi.
La seva correspondència amb els investigadors i hispanistes de tot el món, en què dona compte detallada i generosa de les troballes, les seves notes, escrits i articles inèdits es custodien a la Fundació Menéndez Pidal, a l'Olivar de Chamartín, on va viure i va treballar des de 1917 fins a la seva mort. També s'hi custodia tota la seva labor al costat de Ramón Menéndez Pidal, que consistí en l'inventari de les diferents versions de transmissió oral del Romancero.
Va tenir tres fills del seu matrimoni: Ramon, que va morir en la infantesa, Jimena i Gonzalo Menéndez Pidal y Goyri. La seva neboda fou l'escriptora María Teresa León Goyri i el seu net és el filòleg Diego Catalán, que presidí la Fundación Ramón Menéndez Pidal. Va morir a Madrid el 1954.

## Obres
- «Romance de la muerte del Príncipe D. Juan» a The Bulletin Hispanique, volum IV (1902).
- «Romances que deben buscarse en la tradición oral» a Revista de Archivos, Bibliotecas y Museos (1907).
- Diversos articles sobre El Conde Lucanor, a Revue Hispanique (1899).
- Romania (1900).
- «La difunta pleiteada en la literatura española: estudio de literatura comparada» en Revista de Archivos (1909).
- La difunta pleiteada, Madrid: T. Fortanet, 1909. Ensayo.
- Fábulas y cuentos en verso (selección y notas), Madrid: Sucesores de Hernando, 1933. Cuentos.
- Don Juan Manuel y los cuentos medievales, Madrid: Instituto Escuela, 1936. Ensayo.
- De Lope de Vega y del Romancero, Zaragoza: Librería General, 1953. Ensayo.
- Los romances de Gazul. El Colegio de México, Harvard University, 1953.
- Romancero tradicional de las lenguas hispánicas, Madrid: Gredos, 1957.
- “Lo que piensan las mujeres de su educación. Una información”, Escuela Moderna, III (1893), núm. 23, 82-86 [ap. C. Flecha].
- “Crónicas femeninas”, Revista Popular, I, 16-XII (1898), y 30-XII (1898) [ap. J. Caso].
- “El próximo Congreso Feminista”, Boletín de la Institución Libre de Enseñanza, XXIII (1899), num. 470 (31 de mayo), 131-133.

## Premis María Goyri
La Universitat del País Basc ha establert el Premi María Goyri a la inclusió de perspectiva de gènere en els treballs de finalització de màster que lliura des del 2012 al març per commemorar el Dia Internacional de les Dones.